# Muneville-sur-Mer
Muneville-sur-Mer é uma comuna francesa na região administrativa da Normandia, no departamento Mancha. Estende-se por uma área de 7,42 km². Em 2010 a comuna tinha 491 habitantes (densidade: 66,2 hab./km²).